# Ouratea insulae
Ouratea insulae là một loài thực vật thuộc họ Ochnaceae. Loài này có ở Guatemala, Honduras, và México.